# Бедронь, Роберт
Ро́берт Бе́дронь (пол. Robert Biedroń; род. 13 апреля 1976, Рыманув, Кросненское воеводство) — польский общественный и политический деятель, ЛГБТ-активист. Бывший депутат Сейма 7-го созыва (2011-2014), в 2014—2018 годах — президент (мэр) города Слупска, с 2019 года — Депутат Европейского парламента 9-го и 10-го созывов, член фракции S&D. Председатель Комиссии Европарламента по правам женщин и равноправию (с 25 января 2022 года).
Бывший член «Социал-демократии Республики Польша», Союза демократических левых сил и Движения Паликота. Основатель и член Совета директоров общественной организации «Кампания против гомофобии». Основатель и лидер политических партий социал-демократической направленности «Весна» (2019) и «Новые левые» (2021) и их председатель. Кандидат в Президенты Польши на выборах 2020 года (получил 2,22% в первом туре).

## Биография

### Ранние годы
Родился 13 апреля 1976 года в Рымануве. Отец Роберта Здислав был членом ПОРП, а мать Елена принадлежала к профсоюзу «Солидарность». В детстве Бедронь часто подвергался физическому и психологическому насилию со стороны отца, страдавшего алкоголизмом.
В 1991 году поступил в школу-интернат в Устшиках-Дольных, где изучал иностранные языки, такие как русский, французский и английский. Во время пребывания в интернате осознал свою гомосексуальность.
В 1996 году поступил в Варминьско-Мазурский университет на факультет политологии.
В 1998 году стал членом молодёжной организации Социал-демократии Республики Польша. В скором времени стал членом Союза демократических левы сил.
В 2000 году стал магистром политологии Варминьско-Мазурского университета.

### Образование
Список оконченных образовательных учреждений и полученных званий:
- выпускник Варшавской школы политических лидеров (2010);
- Школа прав человека Хельсинкского Комитета по правам человека (2006);
- бакалавр экономики, Технолого-гуманитарный университет в г. Радоме (2001 и 2010);
- магистр политологии, Варминьско-Мазурский университет в г. Ольштыне (2000);
- выпускник Ягеллонского университета (1999), специальность — гражданское право.

## Политическая деятельность

### Ранняя политическая деятельность
В 2001 году Роберт Бедронь принял участие в первом польском Параде равенства.
11 сентября 2001 года Бедронь основал неправительственную общественную организацию «Кампания против гомофобии» и до 2009 года был её председателем.

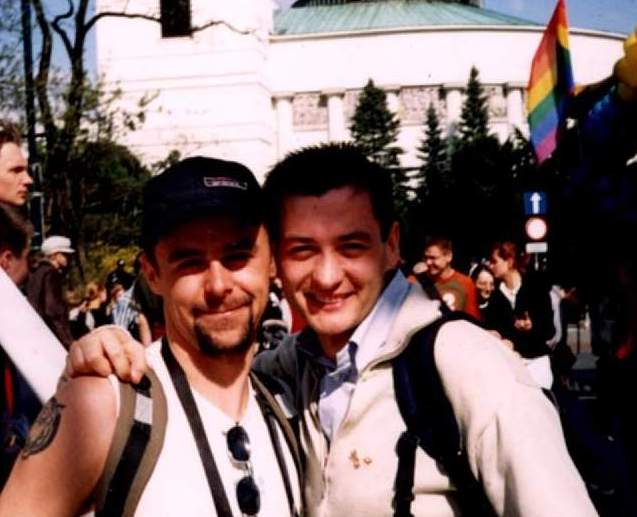
Роберт Бедронь (справа) на Параде равенства перед зданием Сейма, 2003 год

В 2002 году безуспешно баллотировался в Варшавский городской совет от района Мокотув.
В 2005 году Роберт Бедронь — кандидат в Сейм от Союза демократических левых сил, нижней палаты польского парламента. Бедронь получил 1686 голосов (0,22%) и не получил мандат. В том же году покинул Союз демократических левых сил и остался беспартийным.
В 2006 году обвинялся в оскорблении религиозных чувств верующих, в 2010 году — в нанесении телесных повреждений сотруднику полиции во время демонстрации 11 ноября 2010 года. В обоих процессах был оправдан.
В 2007 году написал и опубликовал книгу «Радужный букварь» (пол. Tęczowy elementarz) на тему восприятия ЛГБТ в современном обществе. Обратился к министерству образования, чтобы книгу сделали частью школьной программы. Данная инициатива подверглась критике со стороны консервативно-настроенных польских политиков.
В 2008—2016 годах Бедронь — член Консультативного совета по правам человека при Open Society Foundation.
В октябре 2011 года на парламентских выборах Бедронь был избран в Сейм от Гдыни в качестве кандидата от партии «Движение Паликота», получив 16 919 голосов. В парламенте Бедронь был вице-председателем Комиссии прав человека и членом Комиссии по иностранным делам, параллельно являясь делегатом Парламентской ассамблеи Совет Европы.

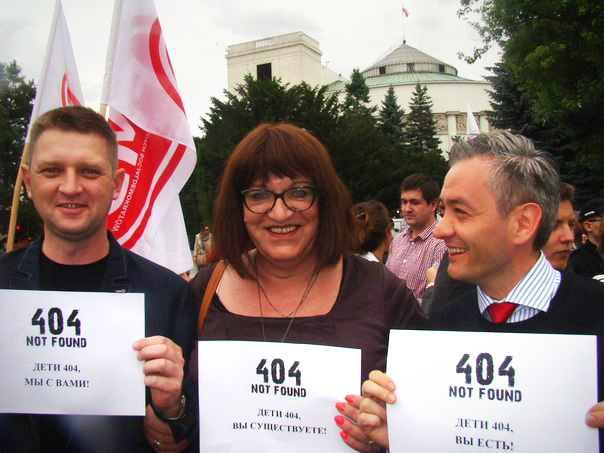
Роберт Бедронь (справа) с рядом депутатов Сейма на акции в поддержу проекта «Дети-404»

В 2012 году создал в польском Сейме парламентскую группу, поддерживающую эсперанто (PGAE), сотрудничает с членами польской ассоциации Эсперанто (EDE — Pollando) в Щецине, Гдыне и Мальборке.

### Президент Слупска
В сентябре 2014 года Бедронь выразил желание участвовать в выборах Президента (мэра) Слупска, где тогдашний президент Мацей Кобылинский принял решение не баллотироваться на второй срок. Во время своей избирательной кампании Бедроня обвиняли в отсутствии каких-либо связей с городом (Бедронь действительно переехал в Слупск только в конце 2014 года). Такое положение дел политик назвал своим преимуществом, ранее он обвинял действующего президента Кобылинского, коренного жителя Слупска в кумовстве и коррупции.
В качестве самых больших проблем города Слупска Бедронь назвал недостаток инвестиций, низкие расходы на образование, а также недополучение средств из фондов ЕС. Он заявил об увеличении бюджетных резервов города, завершении строительства аквапарка Trzy Fale (рус. Три волны) и независимости властей города от центрального правительства в случае своего избрания. Бедронь баллотировался под лозунгом «Наконец-то перемены», заявив о своем намерении занимать этот пост максимально возможные два срока.
В первом туре выборов за Роберта Бедроня проголосовало 5972 человека, что составило 20,34% действительных голосов. Во втором туре Бедронь получил 15 308 голосов избирателей, или 57,08%, тем самым политик был избран новым мэром Слупска.
За время пребывания Бедронь на послу президента Слупска был реконструирован центр города, создано несколько новых парков и начато строительство здания Нового театра, были построены новые детские площадки  и создано более 200 новых мест в детских садах. В рамках жилищной политики были построены и реконструированы более 460 многоквартирных домов. Также на законодательном уровне в Слупска были запрещены цирки с животными.
За 4 года пребывания Бедроня в должности уровень безработицы в Слупске снизился с 11% до 4%.
Однако, при всех достижениях, такие проекты, как снижение цен билетов на общественный транспорт, расширение системы велодорожек и введение Карты жителя Слупска не удалось реализовать.
В 2018 году политик принял решение не выдвигаться на второй срок, поддержав кандидата Кристину Данилецкую-Воевудскую, занимавшую при нём пост вице-президента города.

### Дальнейшая политическая деятельность

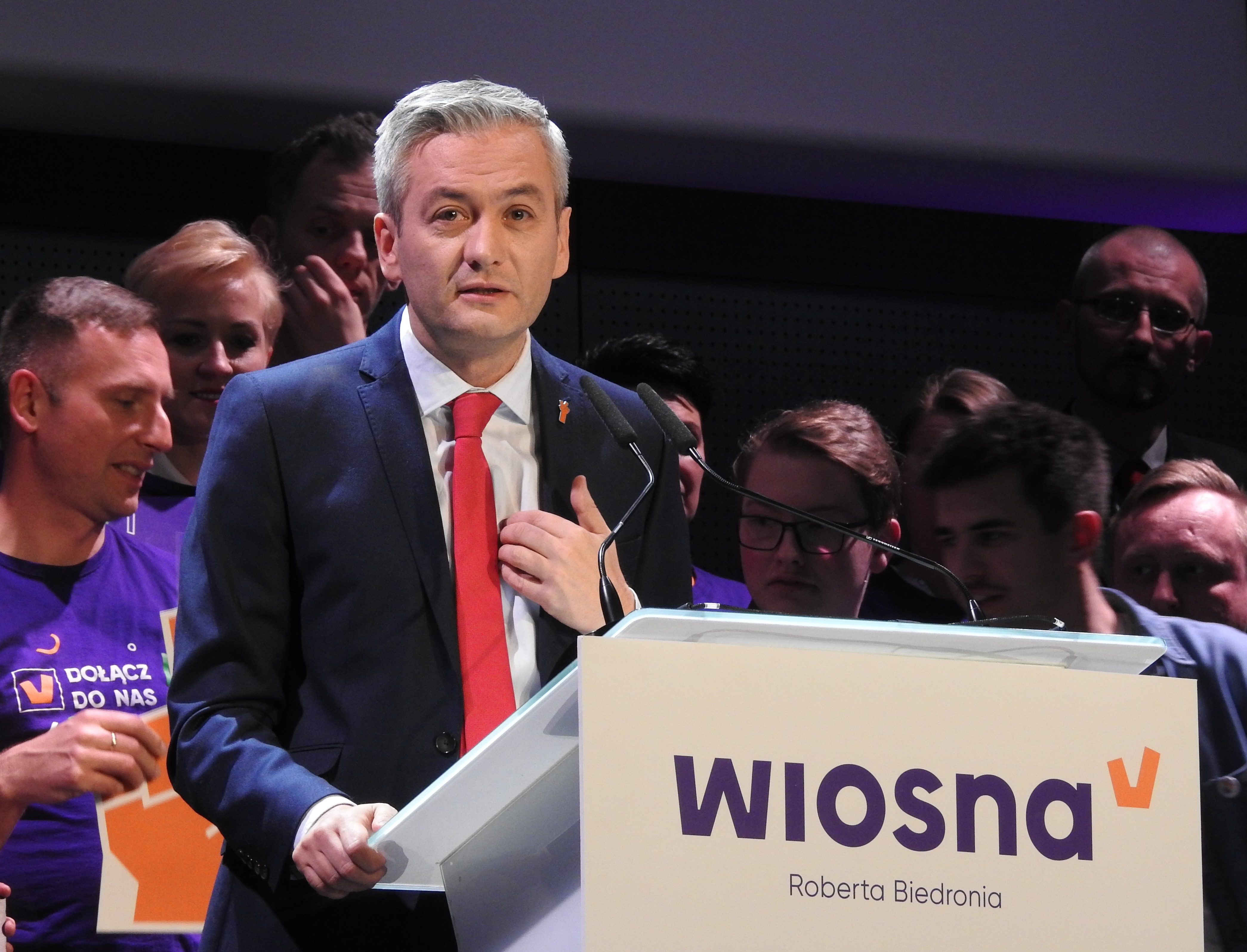
Роберт Бедронь на учредительном съезде партии «Wiosna», 3 февраля 2019

3 февраля 2019 года Бедронь с рядом сторонников объявил о создании в Польше новой политической партии «Wiosna».
В 2019 году Роберт Бедронь избран в Европейский парламент IX созыва. Кроме него мандаты получили ещё двое членов «Весны». В Европарламенте был главой Комиссии прав женщин и членом Делегации Европарламента по связям с Беларусью.
В июле 2019 года «Wiosna» заключила соглашение с СДЛС и Левыми вместе для участия в парламентских выборах 2019 года. Таким образом была основана левая коалиция «Левица», в которую позже вошли Польская социалистическая партия и Уния труда. На парламентских выборах «Весна» как часть коалиции «Левые» получила одно место из 100 в Сенате и 13 мест из 460 в Сейме.

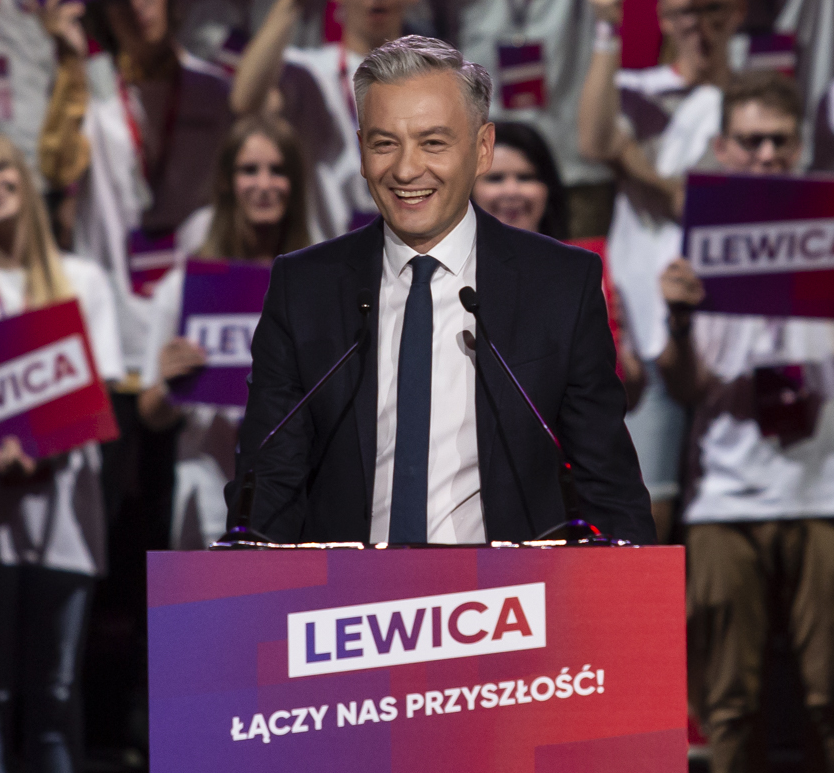
Роберт Бедронь на съезде «Левицы»

В 2020 году Бедронь принял участие в выборах президента Польши, занял 6-е место, получив 432 129 голосов (2,22 %) в первом туре.
23 сентября 2020 года как депутат Европарламента взял шефство над Ильёй Салеем, белорусским адвокатом и политическим заключённым.
9 октября 2021 года было объявлено об объединении партий Союз демократических левых сил и Wiosna в новую политическую силу — партию «Новые левые». Сопредседателями партии были избраны Роберт Бедронь и Влодзимеж Чажастый.
Переизбран депутатом Европарламента X созыва на выборах 2024 года.

## Результаты выборов
| Выборы | Избирательный комитет                                                  | Избирательный комитет                        | Орган                                | Результат       |
| ------ | ---------------------------------------------------------------------- | -------------------------------------------- | ------------------------------------ | --------------- |
| 2002   |                                                                        | Союз демократических левых сил-Уния труда    | Варшавский городской совет IV созыва | 451 (0,60%)     |
| 2005   | Союз демократических левых сил                                         | Сейм Республики Польша V созыва              | 1686 (0,22%)                         |                 |
| 2011   |                                                                        | Движение Паликота                            | Сейм Республики Польша VII созыва    | 16 919 (3,99%)  |
| 2014   |                                                                        | Избирательный комитет «Наконец-то перемены!» | Президент Слупска                    | 15 308 (57,08%) |
| 2018   | Избирательный комитет Роберта Бедроня и Кристины Данилецкой-Воевудской | Городской совет Слупска                      | 2781 (25,51%)                        |                 |
| 2019   |                                                                        | Весна Роберта Бедроня                        | Европейский парламент IX созыва      | 96 388 (6,96%)  |
| 2020   |                                                                        | Избирательный комитет Роберта Бедроня        | Президент Республики Польша          | 432 129 (2,22%) |
| 2024   |                                                                        | Левые                                        | Европейский парламент X созыва       | 65 869 (5,05%)  |

## Личная жизнь
Роберт Бедронь — открытый гей. Его партнёр Кшиштоф Сьмишек (пол. Krzysztof Śmieszek), доктор юридических наук. 27 сентября 2023 года в Келецком центре культуры в ходе спектакля «Спартак. Любовь во времена заразы» Роберт Бедронь и Кшиштоф Сьмешек совершили символический обряд бракосочетания, по их словам, после 23 лет нахождения в связи государство не позволяет им официальное вступление в брак. В 2000 году его мать, Елена Бедронь, обвинила его в жестоком обращении с ней и его младшим братом. Дело было передано в прокуратуру и в суд. Прокуратура представила в суд обвинительное заключение против Роберта Бедроня, обвинив его в жестоком обращении и преступлении, связанном с легкими телесными повреждениями. Однако Елена Бедронь сняла обвинение, в результате чего дело было прекращено прокуратурой.

## Награды
The Rainbow Laurel (2000).
Название фильма 'Человек-радуга' (2004)
.
Отличие в рейтинге 10 лучших депутатов еженедельного журнала Polityka, проводимого среди польских парламентских журналистов за трудолюбие, культуру и вклад в работу Комитета юстиции (2014).
Премия Анны Лашук радио Tok FM (2015).
Премия Женского конгресса за разнообразие (2016).
Заняла 8-е место в рейтинге лучших мэров городов по версии Newsweek (2016).
Французский национальный орден «За заслуги» (2016)
13-е место в рейтинге лучших мэров городов по версии Newsweek (2017).
Специальная премия Equality Crown Award, вручëнная Кампанией против гомофобии (2021).
Alan Turing LGBTIQ+ Awards Premio Especial, присуждаемая фестивалем Culture Business Pride за борьбу за ЛГБТИК+ людей, их права и видимость (2022).
"The Parliament MEP Award" в категории "Многообразие, инклюзия и социальное влияние" за вклад и достижения в продвижении многообразия и инклюзии по всей Европе (2023).